# Wilhelm Emanuel Dittlinger

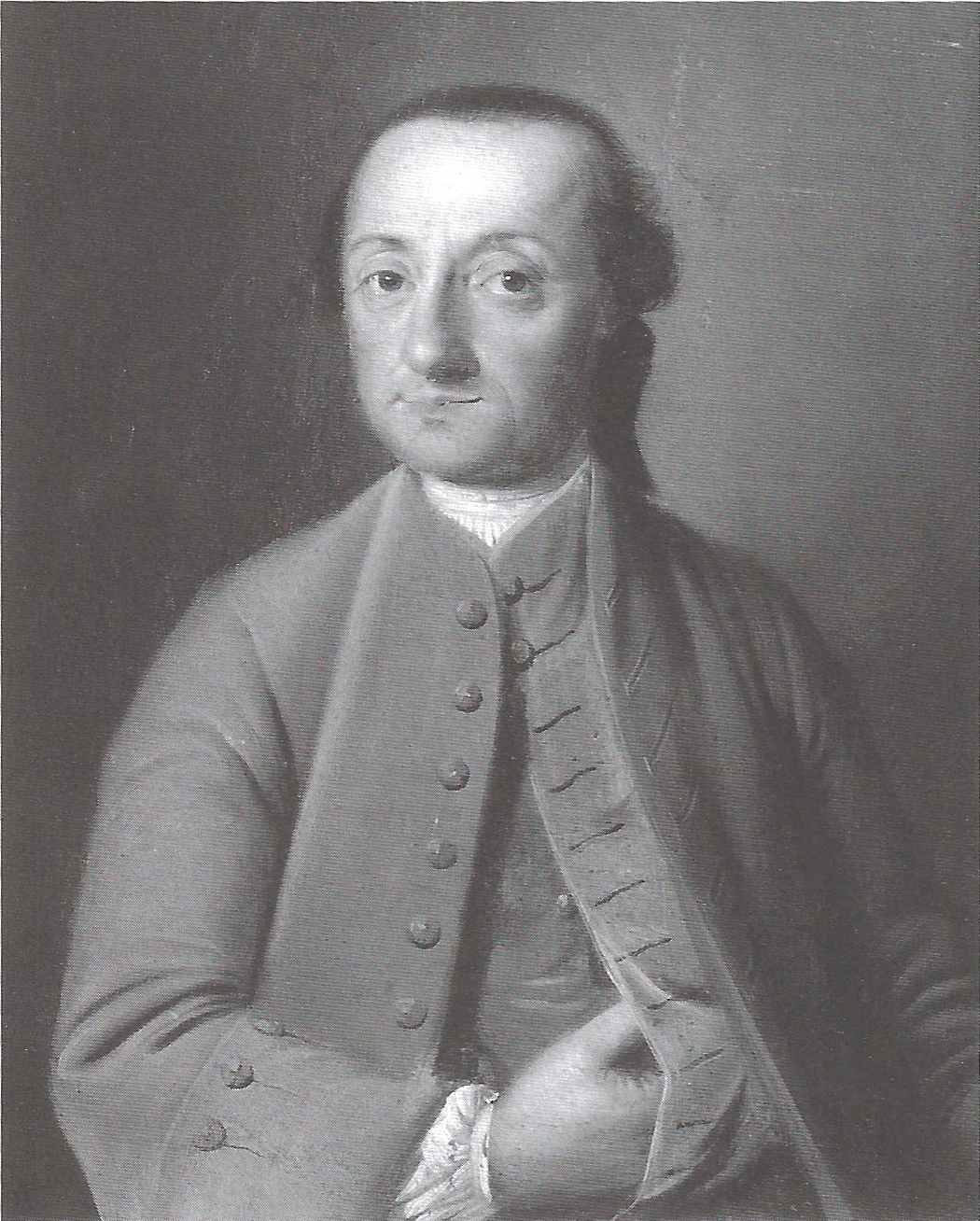
Wilhelm Emanuel Dittlinger, Johann Ludwig Aberli zugeschriebenes Porträt (1758).

Wilhelm Emanuel Dittlinger (* 22. Dezember 1718; † 31. März 1799) war ein Berner Hafner.
Dittlinger wurde in Bern geboren und war Sohn des Pfarrers Gabriel Dittlinger und Elisabeth Flügel. Von 1741 bis 1791 hatte er eine Hafnerei am Bollwerk in Bern. Er heiratete 1740 Maria Laubscher aus Biel. Dittlinger übte seit 1751 das städtische Amt des Bremgartners (Forstaufseher des Bremgartenwaldes) aus.
Im gesamten Gebiet der ehemaligen Stadt und Republik Bern finden sich noch heute zahlreiche, durch Peter Gnehm bemalte Kachelöfen Dittlingers. Die meisten sind in Blau auf weissem Grund, wenige in Sepia und polychrom gefasst. Eine grundlegende, wissenschaftliche Auswertung seines Werkes steht aus.

## Werke
- Bern, Hôtel de Musique
- Bern, Gesellschaft zu Kaufleuten
- Bern, Stiftsgebäude
- Bern, Tscharnerhaus (Herrengasse 4)
- Bern, Zunftgesellschaft zu Metzgern
- Bern, Kramgasse 74
- Jegenstorf, Schloss
- Zofingen, Klösterli